# 佩恩鎮區 (愛荷華州加斯里縣)
佩恩鎮區（英語：Penn Township）是位於美國愛荷華州加斯里縣的一個行政鎮區。

## 地方資料
根據2010年美國人口普查的數據，佩恩鎮區的面積為51.28平方千米，當中陸地面積為50.85平方千米，而水域面積為0.43平方千米。當地共有人口524人，而人口密度為每平方千米10.22人。